# Asteropella chelisparsa
Asteropella chelisparsa är en kräftdjursart. Asteropella chelisparsa ingår i släktet Asteropella och familjen Cylindroleberididae. Inga underarter finns listade.